# Zwartkieuwkathaai
De zwartkieuwkathaai (Dichichthys melanobranchus) is een grondhaaiensoort uit de familie Dichichthyidae. De wetenschappelijke naam van de soort is voor het eerst geldig gepubliceerd in 1966 door Chan.